# 金田蜂起
金田蜂起（きんでんほうき）は、洪秀全に率いられた太平天国が広西省潯州府桂平県金田村で行った武装蜂起である。
1843年、洪秀全は馮雲山・洪仁玕とともに広東省広州府花県で拝上帝教を組織し、翌年春から広西省で民衆に布教活動を行った。洪秀全は広東省に戻って宗教理論の構築に専念したが、馮雲山は広西省の奥深くの紫荊山地区に入り、群衆を組織して拝上帝会にまとめあげた。拝上帝会には楊秀清・蕭朝貴らが参加し、指導部を形成していった。1849年前後の広西省は連年の天災に見舞われ、天地会の蜂起があいついで蜂起の機は熟していった。
1850年7月、洪秀全は総動員令を出し、金田村に信徒を集め、隊伍に編成して軍事訓練を施し、武装蜂起の準備を進めた。軍帥は5人の師帥を指揮下に置き、師帥は5人の旅帥を指揮下に置き、旅帥は5人の卒長を指揮下に置き、卒長は5人の両司馬を指揮下に置き、両司馬は5人の伍長を指揮下に置き、伍長は4人の兵士を率いた。集結した人々は7月の末までに、13,155人に達した。広西省の清軍は人数が不足していたうえ、天地会の蜂起の鎮圧に忙殺されていたため、拝上帝会は気付かれることなく組織することができたのである。
清軍が気付いた時には既に遅かった。12月に潯州協副将李殿元が平南県思旺圩に来て、花洲山人村の洪秀全の邸宅の一つを包囲した。しかし楊秀清は金田村から援軍を送って清軍を破ったので、洪秀全と馮雲山は金田村に戻ることができた。敗北の挽回をうかがっていた清軍は、周鳳岐・李殿元・イクタムブ（Iktambu、伊克坦布）の指揮のもと1851年1月1日に金田村への攻撃を開始したが、予期していた拝上帝会は近くの蔡江村で待ち伏せしており、清軍を破ってイクタムブを殺害した。
この2つの勝利は拝上帝会の士気を高め、1851年1月11日、拝上帝会は金田村で蜂起を行い、国号を「太平天国」と定め、辮髪を切り衣服を改めた。さらに命令に従う、略奪をしないなどの軍紀5カ条を定めた。3日後に太平天国軍は大湟江口を占領した。2千人を超える天地会が羅大綱と蘇三娘に率いられて合流した。欽差大臣李星沅は広西提督向栄に2千の兵で攻撃を命じ、貴州省から千人の援軍を呼び寄せた。2月18日、向栄は李能臣や周鳳岐の援軍とともに大湟江口を攻撃した。しかし太平天国軍の待ち伏せにあったため、包囲作戦を採用した。
3月10日に太平天国軍は闇にまぎれて武宣に逃れた。清軍は追跡したがまたも待ち伏せにあい、三里圩で膠着状態に陥った。4月3日、広西巡撫周天爵と向栄は6千人の兵で攻撃したが、敗北を喫した。5月16日に太平天国軍は包囲を突破し、象州に向かった。清軍は新たに広州副都統ウランタイ（烏蘭泰）の率いる軍を配置させ、向栄は太平天国軍の北上を防ぐ体制をとった。
梁山村の北の独鰲嶺の戦いでウランタイは優位に立ち、7月末までに太平天国軍は象州から根拠地である桂平県紫荊山への撤退を余儀なくされた。北上計画は失敗したが、ここで多くの民衆たちを軍に加えることに成功した。ここから太平天国軍の進撃が始まるのである。
現在、天安門広場の人民英雄紀念碑に金田蜂起を称えたレリーフが刻まれている。